# Nova Guataporanga
Nova Guataporanga este un oraș în São Paulo (SP), Brazilia.